# Морфология уйгурского языка
Уйгурский язык (уйг. ئۇيغۇرچە/Uygurchə/Уйғурчә) — агглютинативный язык, наряду с узбекским входящий в карлукскую группу тюркских языков.
Кроме агглютинативности, грамматику языка характеризует отсутствие именных классов и различий по родам (за исключением гендерно-специфических слов). В формировании аффиксов большую роль играет закон гармонии гласных, а также явление умлаута, изменяющее качество гласного основы слова.
Уйгурское слово обычно строится в следующей последовательности: корень, аффикс словообразования, аффикс формообразования, аффиксы словоизменения. Сложная основа состоит из двух (редко трёх) простых основ: бүгүн «сегодня» — бу «этот» + күн «день».

## Местоимение
Во втором лице уйгурских местоимений кроме форм единственного и множественного числа, также имеется форма вежливости с двумя степенями: сиз/силәр и сили/сизләр. Первый вариант соответствует русскому Вы, второй же чаще встречается в кашгарском говоре и используется при обращении к уважаемым и старшим по возрасту людям, а иногда и к клиентам в магазине.
| основн.                     | основн.        | родит.       | родит. | места и времени     | места и времени | дат.       | дат. | исх.     | исх.    | вин.   | вин. |
| --------------------------- | -------------- | ------------ | ------ | ------------------- | --------------- | ---------- | ---- | -------- | ------- | ------ | ---- |
| мән                         | я              | мениң        | мой    | мәндә/мениңдә       | у меня          | маңа       | мне  | мәндин   | от меня | мени   | меня |
| сән/сиз/сили (уваж.)        | ты/Вы (ед. ч.) | сениң/сизниң | твой   | сәндә/сениңдә/сиздә | у тебя          | саңа/сизгә | тебе | сәндин   | от тебя | сени   | тебя |
| у/уяқ (уваж.)               | он, она, оно   | униң         | его    | униңда              | у него          | униңға     | ему  | униңдин  | от него | уни    | его  |
| биз                         | мы             | бизниң       | наш    | биздә               | у нас           | бизгә      | нам  | биздин   | от нас  | бизи   | нас  |
| сәнләр/силәр/сизләр (уваж.) | вы             | силәрниң     | ваш    | силәрдә             | у вас           | силәргә    | вам  | силәрдин | от вас  | силәри | вас  |
| улар                        | они            | уларниң      | их     | уларда              | у них           | уларға     | им   | улардин  | от них  | уларни | их   |

## Глагол
Инфинитив глагола образуется с помощью аффикса -мақ (-мәк).
В уйгурском различают 5 залогов: действительный, возвратный, страдательный, взаимно-совместный и понудительный.
И 4 наклонения: изъявительное, повелительное, условное и желательное.
В изъявительном наклонении выделяют 5 прошедших времён:
| Лицо     | Единственное число                        | Множественное число   |
| -------- | ----------------------------------------- | --------------------- |
| 1-е лицо | бар-дим 'я пошёл'                         | бар-дуқ 'мы пошли'    |
| 2-е лицо | бар-диң 'ты пошёл' / бар-диңиз 'Вы пошли' | бар-диңлар 'вы пошли' |
| 3-е лицо | бар-ди 'он пошёл'                         | бар-ди 'они пошли'    |

Указывает на завершённость действия к моменту речи. Образуется с помощью суффикса -ди/ти (с вариантами -ду,-ту, -дү, -тү).
| Лицо     | Единственное число                                     | Множественное число               |
| -------- | ------------------------------------------------------ | --------------------------------- |
| 1-е лицо | мән бар-ған(-мән) 'я ходил'                            | биз бар-ған(-миз) 'мы ходили'     |
| 2-е лицо | сән бар-ған(-сән) 'ты ходил' / сиз бар-ған 'Вы ходили' | силәр бар-ған(-силәр) 'вы ходили' |
| 3-е лицо | у бар-ған 'он ходил'                                   | улар бар-ған(-лар) 'они ходили'   |

Описывает действие, произошедшее в неопределённом прошлом. По значению может соответствовать несовершенному виду в русском. Образуется с помощью суффикса -ған (с вариантами -гән, -қан, -кән). Аффикс лица почти всегда опускается.
| Лицо     | Единственное число                                   | Множественное число               |
| -------- | ---------------------------------------------------- | --------------------------------- |
| 1-е лицо | бар-ған едим 'я ходил'                               | биз бар-ған едимиз 'мы ходили'    |
| 2-е лицо | бар-ған едиң 'ты ходил' / бар-ған едиңиз 'Вы ходили' | силәр бар-ған едиңлар 'вы ходили' |
| 3-е лицо | бар-ған еди 'он ходил'                               | бар-ған еди 'они ходили'          |

Обозначает действие произошедшее раньше другого действия, которое может не указываться, но подразумевается контекстом. Образуется с помощью глагола на -ған (с вариантами -гән, -қан, -кән) и вспомогателного глагола е- с личным окончанием: Улар башқа шеһәргә көчүп кәткән еди. 'Они переехали в другой город.' В живой речи используются сращённые формы: барған еди — барғанди 'он ходил'; алған едиң — алғандиң 'ты купил'.
| Лицо     | Единственное число                             | Множественное число                  |
| -------- | ---------------------------------------------- | ------------------------------------ |
| 1-е лицо | бар-ип(ти)-мән 'я (оказывается) ходил'         | бар-ипту-қ 'мы (оказывается) ходили' |
| 2-е лицо | бар-ип-сән 'ты ходил' / бар-ип-сиз 'Вы ходили' | бар-ип-силәр 'вы ходили'             |
| 3-е лицо | бар-ипту 'он ходил'                            | бар-ипту 'они ходили'                |

Образуется с помощью деепричастия основного глагола на -(и)п (с вариантами -п, -уп, -үп) и частицы -ту/-ти (то есть краткой формы служебного глагола тур- 'стоять'), которая, однако, выпадает в живой речи, особенно во втором лице, оставаясь устойчивой лишь в формах третьего лица.
С помощью данного времени говорящий сообщает о каком-либо (возможно) свершившемся в прошлом, но ещё неподтверждённом фактами либо неожиданном или невиданном ранее событии, очевидцем которого сам он не был и выводы о котором он основывает на личном опыте и умозаключениях (так называемые инферентив и презумптив). Употребление данного времени также возможно, если говорящий говорит о собственных объективно произошедших в прошлом действиях, о которых он забыл или не знал ранее по каким-либо причинам. Сведения полученные от других также передаются с помощью повествовательного времени (цитатив). Иногда такие формы заглазности (эвиденциальности) могут переводиться на русский с помощью вспомогательных слов типа оказывается, как выясняется; говорят(, что); кажется; вроде (как); похоже; видимо и так далее. Данное время также описывает давно законченные действия. В таком случае, коннотации заглазности необязательны. Примеры:
- Мән бу китапни оқуптимән. '(Как выяснилось,) я читал эту книгу.'
- Түнүгүн сиз өйгә келипсиз. '(Говорят,) Вы вчера вернулись домой.'
- Су тоңлап қапту. 'Вода (должно быть) замёрзла.'

| Лицо     | Единственное число                                | Множественное число       |
| -------- | ------------------------------------------------- | ------------------------- |
| 1-е лицо | бар-атт-им 'я ходил'                              | бар-атт-уқ 'мы ходили'    |
| 2-е лицо | бар-атт-тиң 'ты ходил' / бар-атт-иңиз 'Вы ходили' | бар-атт-иңлар 'вы ходили' |
| 3-е лицо | бар-атт-и 'он ходил'                              | бар-атт-и 'они ходили'    |

Данная форма прошедшего времени описывает часто, постоянно или многократно повторяющиеся в прошлом действия. Образуется через присоединение к основе окончания -атт/-әтт и личного окончания.
2 настоящих времени:
| Лицо     | Единственное число                                  | Множественное число        |
| -------- | --------------------------------------------------- | -------------------------- |
| 1-е лицо | бер-ивати-мән 'я иду'                               | бер-ивати-миз 'мы идём'    |
| 2-е лицо | бер-ивати-сән 'ты идёшь' / бер-ивати-сиз 'Вы идёте' | бер-ивати-силәр 'вы идёте' |
| 3-е лицо | бер-ивати-ду 'он идёт'                              | бер-ивати-ду 'они идут'    |

Выражает длящееся, ещё незавершённое действие в настоящем времени. Образуется с помощью сложного аффикса -вати/-ивати (производного от сращения глаголов состояния -ят- 'лежать', -йүр- 'двигаться', -тур- 'стоять', -бар- 'идти' и -а/-ә/-й).
Также настоящее длительное время образуется с помощью имени действия на -мақ/-мәк в местном падеже. Примеры:
- Китап оқумақта. '(Он) читает книгу.'
- Таң атмақта. 'Рассветает.'

| Лицо     | Единственное число                            | Множественное число     |
| -------- | --------------------------------------------- | ----------------------- |
| 1-е лицо | бар-и-мән 'я хожу'                            | бар-и-миз 'мы ходим'    |
| 2-е лицо | бар-и-сән 'ты ходишь' / бар-и-сиз 'Вы ходите' | бар-и-силәр 'вы ходите' |
| 3-е лицо | бар-и-ду 'он ходит'                           | бар-и-ду 'они ходят'    |

Описывает действие, происходящее в настоящем постоянно, обычно или регулярно, которое, вероятно, также будет происходить и в будущем. Формируется посредством добавления аффиксов -а/-ә/-й (-и в редуцированной форме) к основе.
2 будущих:
| Лицо     | Единственное число                                                      | Множественное число                  |
| -------- | ----------------------------------------------------------------------- | ------------------------------------ |
| 1-е лицо | бар-ар-мән 'я (наверное) пойду'                                         | бар-ар-миз 'мы (наверное) пойдём'    |
| 2-е лицо | бар-ар-сән 'ты (наверное) пойдёшь' / бар-ар-сиз 'Вы (наверное) пойдёте' | бар-ар-силәр 'вы (наверное) пойдёте' |
| 3-е лицо | бар-ар 'он (наверное) пойдёт'                                           | бар-ар 'они (наверное) пойдут'       |

Описывает предстоящее в будущем действие с оттенком предположения, сомнения или неуверенности. В русском переводе могут использоваться вспомогательные слова типа возможно, может быть, вероятно и другие. Примеры:
- Бу күнләрму өтүп кетәр, буниму унтуп қаларсиз. 'И эти дни (скорее всего) пройдут, и вы всё (наверное) забудете'
- Əтә-өгүн келип қалар. 'Он (вероятно) придёт завтра или послезавтра.'
- Он минуттин кейин тамақ пишип қалар. 'Через десять минут еда (скорее всего) будет готова.'

Образуется с помощью добавления к основе аффиксов -р/-ар/-әр и аффиксов лица.
| Лицо     | Единственное число                              | Множественное число      |
| -------- | ----------------------------------------------- | ------------------------ |
| 1-е лицо | бар-и-мән 'я пойду'                             | бар-и-миз 'мы пойдём'    |
| 2-е лицо | бар-и-сән 'ты пойдёшь' / бар-и-сиз 'Вы пойдёте' | бар-и-силәр 'вы пойдёте' |
| 3-е лицо | бар-и-ду 'он пойдёт'                            | бар-и-ду 'они пойдут'    |

Выражает действие, которое непременно должно произойти (или не произойти) в будущем. Образуется при помощи присоединения к основе аффиксов -и/-й и аффиксов лица (идентично настоящему-будущему времени).

## Падеж
Падежная система уйгурского состоит из шести падежей:
- Именительный или Основной падеж (Баш келиш) — нулевая форма без показателя, выражает подлежащее. Отвечает на вопросы Ким? Кто? и Немə? Что?.
- Родительный падеж (Егилик келиш) с показателем -ниң — выражает принадлежность и связи между предметами, оформляет определение. Отвечает на вопросы Кимниң?/Неминиң? Кого?, Чего?, Чей?.
 Как и в большинстве других тюркских языков, в уйгурском данный падеж требует также оформления определяемого им слова притяжательным аффиксом -си (после гласного) и -и (после согласного)[3], например: мəктəпниң китапханиси — библиотека (этой) школы. Однако, нередко в подобной конструкции определяющее имя стоит в нулевой форме, то есть в неоформленном родительном падеже, что чаще указывает на более общую принадлежность, например к классу, типу и т. д.: тошқан(-) териси — заячий мех.
- Винительный падеж (Чүшүм келиш) с показателем -ни — выражает прямой объект (Сениң китавиңни алдим — Я взял твою книгу). Отвечает на вопросы Кимни? Кого?, Немини? Что?. Принято считать, что неоформленность винительного падежа, как в монгольском языке[4], указывает на неопределённость объекта[5] (Мəн китап алдим — Я купил (каких-то) книг и Мəн китапни алдим — Я купил (эту) книгу), то есть падежный суффикс может опускаться, что чаще всего является показателем смещения семантического акцента (У чай ичиватиду — Он пьёт (не ест) чай и У чайни ичиватиду — Он пьёт чай (не кофе)).
- Дательно-направительный падеж (Бериш келиш) с показателями -ға/-гə/-қа/-кə/-қə — указывает на конечный пункт в пространстве или времени (Базарға — На базар, Саат онға — К десяти часам) и на предмет, к которому направлено действие (Йүз сомға сатти — Продал за сто рублей). Оформляет косвенное дополнение или обстоятельство места, времени, цели. Отвечает на вопросы Нəгə?/Қаяққа?/Қəйəргə? Куда?, Кимгə? Кому?, Немигə? Чему?, Қачанға? Когда?, На какое время?, Қанчиға? Ко скольки?.
- Падеж места и времени или местный падеж (Орун-вақит келиш) с показателями -да/-дə/-та/-тə — обозначает местонахождение лица (У өйдə — Он дома.), предмета (Китап үстəлдə — Книга на столе), место или время совершения действия (Саат онда — В десять часов), состояние, положение, имя выступает в роли обстоятельства. Отвечает на вопросы Кимдə? У кого?, Нəдə?/Қəйəрдə? Где?, Қачан? Когда?.
- Исходный падеж (Чиқиш келиш) с показателем -дин/-тин — в основном выражает исходный пункт действия (Өйдин — Из дома), причину, время, отношение части к целому. Отвечает на вопросы Кимдин? От кого? У кого?, Нəдин?/Қəйəрдин? Откуда? От чего? Из-за чего?.

Однако, некоторые источники выделяют дополнительные четыре падежа:
- Падеж уподобления (Охшатма келиш) с показателем дәк/-тәк — выражеает значения сравнения и уподобления: как, словно (Бу қоғун шекәрдәк татлиқ екән — Эта дыня сладкая как сахар), как будто, вроде (Тамақ пишқандәк қилиду — Еда вроде готова), около, приблизительно (Ондәк адәм кәлди — Пришло около десяти человек). Отвечает на вопрос Қандақ? Какой?, Как?.
- Падеж места и признака (Орун-бәлгә келиш) или Локативный падеж с показателем -дики/-тики — выступает в роли определения, имеет значение места (Асмандики юлтузлар — Звёзды, которые на небе, то есть небесные) и времени (Кәчтики кинони көрмидим — Я не смотрел фильм, который шёл вечером, то есть вечерний). Отвечает на вопросы Кимдики? Чей?, Нәдики? Который?.
- Падеж предела (Чәк келиш) с показателем --ғичә/-гичә/-қичә/-кичә — обозначает предел во времении (Ондин иккигичә дәрис болиду — Урок будет с десяти до двух) и расстоянии (Мухаббәттин нәпрәткичә бир қәдәм — От любви до ненависти один шаг). Отвечает на вопросы Кимгичә? До кого?, Нәгичә? До чего?.
- Сравнительный падеж (Тәңләштүрмә келиш) с показателем -чилик/-чә — обозначает степень (Мән уйғурчини Әхмәтчилик билмәймән — Я не знаю уйгурского так, как знает его Ахмет), меру, количество (Мениң китаплирим сизниң китаплириңизчилик җиқ әмәс — У меня книг не больше, чем у вас). Исполняет роль определения или обстоятельства. Отвечает на вопросы Кимчилик? Как, чем кто?, Немичилик? Как, чем что?.

## Числительные
В сложных количественных числительных сначала стоят тысячи, затем следуют сотни, десятки, единицы. Место компонентов строго определено: йүз сәккиз 'сто восемь', сәккиз йүз 'восемьсот'.
Порядковые числительные образуются с помощью аффикса -инчи/-нчи: биринчи 'первый', иккинчи 'второй'.
Разделительные выделяются аффиксом -дин/-тин: иккидин 'по два'.
Собирательные числительные строятся через добавления аффикса -лән (-үлән/-илән): иккилән 'вдвоём', үчүлән 'втроём'.
Приблизительные формируются посредством добавления аффикса -чә: ончә адәм 'около десяти человек', или парности: үч-төт 'около трёх-четырёх'.
Дробные числительные образуются с аффиксами -тин/-дин: бәштин бир 'одна пятая' (дословно 'один из пяти') или аффикса родительного падежа -ниң: иккиниң бири 'одна вторая'.
Вопросительные числительные: қанчә? и нәччә? 'сколько?'. Как и исчисляемые ими существительные, эти числительные множественного числа не образуют. Например:
- Нәччә адәм келиду? 'Сколько человек придёт?'

Местоименные числительные: бирқанчә и бирнәччә 'несколько'; Исчисляемые ими существительные могут образовывать множественное число. Например:
- Бирқанчә адәм(ләр) келиду. 'Придёт несколько человек.'
- Бирнәччә нәшпүт(ләр)ни йәймән. 'Я съем несколько груш.'

| Число          | 1       | 2       | 3      | 4        | 5       | 6       | 7        | 8          | 9          | 10     |
| -------------- | ------- | ------- | ------ | -------- | ------- | ------- | -------- | ---------- | ---------- | ------ |
| Количественные | бир     | икки    | үч     | төт      | бәш     | алтә    | йәттә    | сәккиз     | тоққуз     | он     |
| Порядковые     | биринчи | иккинчи | үчинчи | төртинчи | бәшинчи | алтинчи | йәттинчи | сәккизинчи | тоққузинчи | онинчи |

| Число          | 11         | 20         | 30        | 40        | 50        | 60        | 70         | 80         | 90         |
| -------------- | ---------- | ---------- | --------- | --------- | --------- | --------- | ---------- | ---------- | ---------- |
| Количественные | он бир     | йигирмә    | оттуз     | қириқ     | әллик     | атмиш     | йәтмиш     | сәксән     | тоқсан     |
| Порядковые     | он биринчи | йигирминчи | оттузинчи | қириқинчи | әлликинчи | атмишинчи | йәтмишинчи | сәксәнинчи | тоқсанинчи |

| Число          | 100     | 1000    | 10000     | 1000000    | 10000000     |
| -------------- | ------- | ------- | --------- | ---------- | ------------ |
| Количественные | йүз     | миң     | түмән     | милйон     | түмәнмиң     |
| Порядковые     | йүзинчи | миңинчи | түмәнинчи | милйонинчи | түмәнмиңинчи |

В именах существительных аффикс множественного числа -лар/-ләр после числительных всегда опускается. Например: Қирғизлар 'киргизы', но бәш Қирғиз 'пять киргизов'.
На письме порядковые числительные часто изображаются цифрой с добавлением дефиса справа (слева в арабской графике). Например:
- «Поезд № 5» записывается как 5-пойиз, а произносится как бәшинчи пойиз ('пятый поезд').
- «11 апреля» — 11-април (он биринчи април)
- «1888 год» — 1888-йили (бир миң сәккиз йүз сәксән сәккизинчи йили).